# یواس‌ان‌اس سالور (تی-ای‌آراس-۵۲)
یواس‌ان‌اس سالور (تی-ای‌آراس-۵۲) (به انگلیسی: USNS Salvor (T-ARS-52)) یک کشتی است که طول آن ۲۵۵ فوت (۷۸ متر) می‌باشد. این کشتی در سال ۱۹۸۴ ساخته شد.